# Prvenstvo ZNP 1937-1938
Il Prvenstvo Zagrebačkog nogometnog podsaveza 1937./38. (it. "Campionato della sottofederazione calcistica di Zagabria 1937-38") fu la diciannovesima edizione del campionato organizzato dalla Zagrebački nogometni podsavez (ZNP), la venticinquesima in totale, contando anche le 4 edizioni del Prvenstvo grada Zagreba (1918-1919) e le 2 del campionato del Regno di Croazia e Slavonia (1912-1914, composto esclusivamente da squadre di Zagabria).
Questa fu la quarta edizione del Prvenstvo ZNP ad essere di seconda divisione, infatti le migliori squadre zagabresi militavano nel Državno prvenstvo 1937-1938, mentre i vincitori sottofederali avrebbero disputato gli spareggi per la promozione al campionato nazionale successivo.
Il torneo, chiamato Podsavezni razred ("Prima classe sottofederale"), fu vinto dallo Slavija Varaždin, al suo quarto titolo nella ZNP.
Il campionato era diviso era diviso fra le squadre di Zagabria città (divise in 5 divisioni chiamate razred) e quelle della provincia (divise in varie parrocchie, župe).

## Struttura
```
I termini "in casa" e "in trasferta" non hanno senso perché pochi club avevano un proprio stadio, solo cinque impianti di Zagabria rispettano il regolamento per le partite: 
Koturaška cesta
 del 
Građanski
, 
Maksimir
 del 
HAŠK
, 
Tratinska cesta
 del 
Concordia
, Miramarska cesta del 
Viktorija
 e dello 
Željezničar
) e quello dello 
Šparta
.
[
2
]
```

| 1º livello | Državno prvenstvo | 10 squadre |
| 2º livello | Podsavezni razred | 6 squadre  |
| 3º livello | 1/A razred        | 9 squadre  |
| 4º livello | 1/B razred        | 9 squadre  |
| 5º livello | 2. razred         | 10 squadre |
| 6º livello | 3. razred         | 5 squadre  |

## Classifica
|                   | Pos. | Squadra              | Pt | G  | V | N | P | GF | GS | QR    |
| ----------------- | ---- | -------------------- | -- | -- | - | - | - | -- | -- | ----- |
|                   | 1.   | Slavija Varaždin     | 17 | 10 | 7 | 3 | 0 | 48 | 10 | 4,800 |
|                   | 2.   | Željezničar Zagabria | 10 | 10 | 4 | 2 | 4 | 23 | 13 | 1,769 |
|                   | 3.   | ZET Zagabria         | 10 | 10 | 5 | 0 | 5 | 19 | 22 | 0,863 |
|                   | 4.   | Viktorija Zagabria   | 10 | 10 | 4 | 2 | 4 | 10 | 28 | 0,357 |
|                   | 5.   | Šparta Zagabria      | 9  | 10 | 4 | 1 | 5 | 20 | 16 | 1,250 |
|                   | 6.   | Makabi Zagabria      | 4  | 10 | 1 | 2 | 7 | 11 | 42 | 0,261 |
| Fonte: exyufudbal |      |                      |    |    |   |   |   |    |    |       |

Legenda:
      Campione della ZNP ed ammesso alle qualificazioni per il Državno prvenstvo 1938-1939.
  Partecipa agli spareggi.
      Retrocessa nella divisione inferiore.
Note:
Due punti a vittoria, uno a pareggio, zero a sconfitta.